# Диди Фајфер
Диди Фајфер (енгл. Dedee Pfeiffer, правим именом Дороти Дајана Фајфер, енгл. Dorothy Diane Pfeiffer; 1. јануар 1964) је америчка глумица и млађа сестра Мишел Фајфер. Филмску каријеру започиње 1985. године, а најпознатија је у улози Рејчел Бландерс, Сибилине ћерке у серији „Сибил“. У филмовима „Френки и Џони“ и „Нешто сасвим лично“ глумила је поред старије сестре. Појавила се и у неколико епизода серије „Пријатељи“.
Удавала се три пута, а 2002. године се обнажена сликала за Плејбој.

## Детињство
Фајфер је рођена 1. јануара 1964. у Мидвеј Ситију  као ћерка Доне (рођене Таверна), домаћице, и Ричарда Фајфера, извођача радова на грејању и климатизацији. Она је млађа сестра глумице Мишел Фајфер. Она такође има старијег брата Рика и млађу сестру Лори. Њени родитељи су били пореклом из Северне Дакоте.

## Каријера
Фајферова је своју глумачку каријеру започела са 21 годином појавом у серији Сајмон и Сајмон 1985. године. Исте године, Фајфер је дебитовала на филму У ноћ са својом сестром, Мишел Фајфер. Следећих година, Фајфер је имала главне улоге у бројним филмовима.  Имала је споредне улоге у филмовима Френки и Џони (1991) и Нешто сасвим лично (1996) са својом сестром у главној улози, као и у филму Пад (1993) и Моја породица (1995). Од 1995. до 1997. била је редовна глумица у ситкому CBS-а Сибил, глумећи ћерку Сибил Шеперд, Рејчел Робинс Бландерс. Од 1998. до 2002. Фајфер је глумила у серијалу NBC-а, За твоју љубав. Њене остале телевизијске улоге укључују споредне улоге у филмовима Хотел, Убиство, написала је, Сајнфелд, Вингс, Елен и Пријатељи.
Осим неколико кратких појављивања, Фајфер је 2010. године направила дугу паузу у глуми, скоро десет година, борећи се са зависношћу од алкохола. За то време је магистрирала социјални рад и радила на терену. Године 2020. Фајфер се вратила глуми, играјући улогу Дениз Бризбејн у ABC криминалистичкој драмској серији, Широко небо, коју је креирао њен зет Дејвид Е. Кели.